# Port de São Francisco do Sul
Le port de São Francisco do Sul est un port maritime brésilien, C'est l'un des principaux ports du Brésil et d'Amérique latine. Il est situé dans la ville de São Francisco do Sul, dans l'État de Santa Catarina. Le système d'accès terrestre au port est composé de BR-280, BR-101 et BR-116. Les compositions ferroviaires entrent et sortent du port par la voie ferrée 485, qui relie São Francisco do Sul à la ville de Mafra, à 167 kilomètres,

## Présentation
C'est le plus grand port de manutention de marchandises de Santa Catarina et le septième au Brésil. Responsable de 25,61% du fret manutentionné par les ports de Santa Catarina, recevant en moyenne 38,6 navires par mois et manutentionnant des marchandises générales de 11,4 millions de tonnes en 2018. Actuellement, l'unité est gérée par SCPar Porto de São Francisco do Sul et exploité par Cidasc,
En termes de structure naturelle, le port de São Francisco do Sul dispose d'un canal d'accès de 9,3 miles de long, 150 mètres de large et 13 mètres de profondeur. Avec une amplitude de marée de 2 mètres, le bassin d'évolution est très large. Il y a 5 zones de mouillage officielles. En termes d'infrastructure installée, le port de São Francisco do Sul dispose d'un poste d'amarrage de 780 mètres de long et 43 pieds de profondeur. Faisant toujours partie du complexe portuaire, le terminal de Babitonga, propriété du secteur privé, dispose d'un poste d'amarrage de 225 mètres de long avec un tirant d'eau maximum de 11 mètres. Un système de signalisation électronique couvre les 9,3 miles du canal d'accès et du bassin d'évolution, étant le deuxième port brésilien avec cette norme internationale. Le système de bouées et de tours, quant à lui, fonctionne à l'énergie solaire et a une autonomie allant jusqu'à 30 jours. La tour résiste à des vents allant jusqu'à 200 km / h, ce qui garantit précision et sécurité lors de la navigation dans le port.
L'histoire du port remonte aux années 1940, lorsque le gouvernement fédéral a publié un décret le 1er mars 1941, accordant la concession au gouvernement de Santa Catarina pour la construction et l'exploitation d'un port dans la ville historique de São Francisco do Sul. Quatre ans plus tard, en 1945, les travaux commencent, qui s'achèvent dix ans plus tard. Le 1er juillet 1955, le port est inauguré.
Avant d'avoir le bois et la yerba mate comme principaux produits exportés, le port de São Francisco do Sul - en fonctionnement avec le terminal portuaire de Santa Catarina (loué en 1996 et opérationnel depuis 2001) - est aujourd'hui le 3ème sud du pays et les exportations de produits sidérurgiques; pâte de cellulose et engrais.